# Мавро Орбин
Мавро Орбин (Дубровник, 1563 — 1610), такође познат и по италијанској верзији имена, као Мауро Орбини (итал. Mauro Orbini), био је бенедиктинац и историчар из Дубровачке републике. Његово најпознатије дело објављено је 1601. године, на италијанском језику, под насловом: Il Regno de gli Slavi (Краљевство Словена). Дело је посвећено историји и слави „словенске нације“, а настало је са циљем да се италијанској и широј западној публици представи прошлост јужних Словена, а првенствено Срба и Хрвата.
Заједно са својим далматинским сународницима, Винком Прибојевићем, Јурјем Крижанићем и Бартолом Кашићем спада у најзначајније представнике раног илиро-словенства из 16. и 17. века.

## Биографија
Рођен је у Дубровнику 1563. године, у трговачкој породици пореклом из Котора и добио је име Франо (Петар Богдани га назива Марино Урбини). Са 15 година је ступио у бенедиктински ред и узео монашко име Мавро, веома популарно међу бенедиктинцима. Провео је искушенички период у манастиру Свете Марије на острву Мљету, које се налазило под влашћу Дубровника. У манастиру је и започео своју књижевну делатност. Пре 1590. написао је дело De Ultimo Fine Humanæ Vitæ Vel Summo Bono; оно ни до дан данас није објављено, теолошког је карактера и његов рукопис се чува у универзитетској библиотеци у Падови. У њему нема наговештаја да се аутор интересује за историју. Посвећено је Орбиновом будућем мецени Марину Бобаљевићу, богатом племићу из Дубровника, који је касније помогао његово главно дело.
У последње две деценије свог живота, Орбин је заузимао важне положаје у црквеној хијерархији Дубровника. Био је најпре опат манастира Свете Марије, па је имао водећу улогу у бенедиктинској конгрегацији на Мљету; био је опат манастира Светог Михајла на Шипану, опат манастира Светог Јакова у Вишњици (најзначајнији бенедиктински манастир на територији Дубровачке републике), да би га папа Клемент VII 1597. поставио за опата манастира у Бачу, који је био седиште бачко-калочке надбискупије, тада под турском влашћу.
Године 1599. Орбин је отишао у Италију да заврши рад на свом главном делу и надгледа његово штампање. У предговору Краљевству Словена он је навео како је у неколико наврата обилазио Италију посећујући библиотеке у којима је трагао за историјским делима. Највећи број историјских дела нашао је у библиотеци војводе од Урбина у Пезару. Приступ тој библиотеци му је сигурно омогућио његов мецена Марин Бобаљевић, који је преузео и трошкове објављивања Краљевства Словена. Дело је објављено 1601. у Пезару.
Године 1606. Орбин је на молбу богатог дубровачког трговца Рада Сладојевића превео са италијанског дело Анђела Елија Зрцало духовно од почетка и сврхе живота човечанског, које је објављено 1614. године. Орбин то није доживео — умро је 1610. године.

## Краљевство Словена
Издања:
- Orbini, Mauro (1601). Il Regno de gli Slavi hoggi corrottamente detti Schiavoni. Pesaro: Apresso Girolamo Concordia.
- Орбин, Мавро (1968). Краљевство Словена. Београд: Српска књижевна задруга.

Краљевство Словена се може поделити у три дела:
ПРВИ ДЕО - говори уопштено о Словенима почев од најстаријих времена (позног старог века) и између осталог, о њиховој наводној
прапостојбини Скандинавији;
ДРУГИ ДЕО - представља превод на италијански Летописа попа Дукљанина; аутор је Летопис истакао као Српску историју преднемањићког периода, а како за ту епоху није имао других извора, објавио га је у целини;
ТРЕЋИ ДЕО - говори о јужнословенским земљама (Србија, Босна, Хум, Бугарска) и њиховим владарским кућама, са генеалогијом сваке од њих.
У свом излагању Орбин наводи велики број писаца и дела, најчешће западних, али је ретко критички бирао оне изворе на које се треба ослонити. Због тога што помиње неке, у католичком свету непожељне ауторе - православне староседеоце Сибињане, затим Грке и немачке протестанте, Папска курија Орбиново дело 1603. године ставила је на попис забрањених књига. Краљевство Словена је 1722. године преведено на рускословенски и штампано у Петровграду.
Српска историја заузима средишњи положај у делу, и обимом и концепцијски. Такво гледање на прошлост карактеристично је за читаву ренесансну и барокну Далмацију. За разлику од српског средњовековног историзма који почива на издвојености оног дела српске историје који се отвара делатношћу Немање и светог Саве, далматински историзам је идејно био (јужно) словенски. Но, и у њему српска историја заузима привилеговано место.